# Мохов, Виктор Павлович
Ви́ктор Па́влович Мо́хов (род. 29 июля 1957, Молотов) — российский историк, политолог, специалист в области политической истории СССР и элитологии. Доктор исторических наук (1998), профессор, декан гуманитарного факультета ПНИПУ (с 2014).

## Биография
Окончил исторический факультет Пермского университета (1979), два года преподавал в сельских школах Пермской области. С 1981 года работает в Пермском политехническом институте. Защитил в Перми кандидатскую диссертацию «Деятельность партийных организаций Пермской и Свердловской областей по укреплению связей партии с массами в годы восьмой и девятой пятилеток» (1988) и в Москве — докторскую диссертацию «Эволюция региональной политической элиты России (1950—1990)» (1998).
В 1991—1995 годах заведовал кафедрой истории ПГТУ, а в 1999—2013 — кафедрой государственного управления и истории ПГТУ (ПНИПУ). Руководит обучением по специальности «Государственное и муниципальное управление» на гуманитарном факультете ПНИПУ. Среди преподаваемых дисциплин: «Административные процессы в системе государственного муниципального управления», «Город в политико-административной системе современного государства», «Миграционная политика современного государства», «Основы элитологии», также ведёт научно-исследовательский семинар и курирует производственную практику.
Член Российской ассоциации политических наук, заместитель председателя Пермского отделения РАПН, директор Центра элитологических исследований «ЭлИс-Центр» (с апреля 2006 года). Член Ассоциации политических экспертов и менеджеров, ассоциации «История и компьютер» и Академии политической науки. Член-корреспондент РАЕН. Опубликовал около 140 работ, подготовил 5 кандидатов наук.

## Основные работы
Книги
- Эволюция региональной политической элиты России. 1950—1990. Пермь, ПГТУ, 1998. 256 с.;
- Элитизм и история: проблемы изучения советских региональных элит. Пермь: ПГТУ. 2000. 204 с.;
- Топология политического пространства. Пермь: ПГТУ, 2002. 215 с.;
- Региональная политическая элита России (1945—1991 гг.). Пермь: Пермское книжное издательство, 2003. 240 с.;
- Введение в элитологию российского общества: Учебное пособие. Пермь, 2007. 231 с.;
- Социальные сдвиги в правящих группах региональной номенклатуры / под ред. В. П. Мохова. Пермь: ПГТУ, 2008. 329 с.;
- Гаман-Голутвина О. В., Ледяев В. Г., Дука А. В., Смирнов В. А., Мохов В. П. Политический класс в современном обществе / Рос. ассоц. полит. науки, Исслед. ком. РАМП Политические элиты. — М., 2012. — 320 с.;
- Повседневность номенклатуры / под ред. В. П. Мохова и Н. А. Фролова. Пермь: ПНИПУ, 2013;
- Авксентьев В. А., Адров В. М., Алефиренко Н. Ф., Амирханян М. Д., Атаян М. Х., Мохов В. П. Элитология: энциклопедический словарь. — М.: Экон-информ, 2013. — 618 с.;
- Пермский край в Великой Отечественной войне: энциклопедия [пилотный выпуск] / под ред. В. П. Мохова, С. А. Дианова, М. Г. Нечаева, Н. Н. Куликовой. — Пермь: Пушка, 2015. — ISBN 978-5-98799-137-4;
- Основы элитологии: учебное пособие / М-во образования и науки Рос. Федерации, Перм. нац. исслед. политехн. ун-т. — Пермь : Изд-во ПНИПУ, 2017. — 186 с. — ISBN 978-5-398-01766-3.
- Пермский край в Великой Отечественной войне. 1941—1945 годы. Энциклопедия / гл. ред. В. П. Мохов. Екатеринбург: Уральский рабочий, 2020.

Статьи
- Политическая элита в СССР // Перспективы. 1991. № 8;
- Трансформация региональной политической элиты в переходный период: некоторые тенденции // На путях политической трансформации (политические партии и политические элиты постсоветского периода). Часть вторая. М.: МОНФ. 1997;
- Институциональные и социальные факторы регионализации элит в России // Трансформация российских региональных элит в сравнительной перспективе. М.: МОНФ. 1999;
- Стратификация советской региональной политической элиты, 1960—1990 гг. // Власть и общество в постсоветской России: новые практики и институты. М.: МОНФ. 1999;
- Проблема преемственности и изменений современной российской власти // Россия и современный мир. 2003. № 1 (38);
- Элитизм как способ анализа властных трансформаций в России // Власть и элиты в современной России / Под ред. А. В. Дуки. СПб., 2003;
- Номенклатура как политический институт в истории советского общества второй половины XX века // Управленческое консультирование. 2005. № 1;
- Трансформация власти в России: инновация и традиция // Политическая наука. Современное состояние: Тенденции и перспективы: Сб. науч. трудов. М.: ИНИОН, 2002. № 1;
- Элиты как руководящая и направляющая сила индустриального общества // Элитизм в России: «за» и «против». Пермь: ПГТУ, 2002;
- Какова эпоха, таковы и песни // Ретроспектива. 2007. № 3. С. 23—28;
- Номенклатура: социальная группа или социальный институт? // Социология. 2007. № 1;
- Об определении понятия «элита» // Общество и экономика. 2008. № 3-4;
- Элитная консолидация: Государство и региональные элиты в России от Ельцина до Путина (По материалам дискуссии) // Два президентских срока В. В. Путина: Динамика перемен: Сб-к науч.трудов / ИНИОН РАН. М., 2008;
- Государственная бюрократия как инструмент консолидации российских властных элит // Элиты и власть в российском социальном пространстве. СПб.: Интерсоцис, 2008;
- Номенклатурная организация власти: функциональные пределы // Наукові праці історичного факультету Запорізького державного університету. Вип. XXIII: Політична еліта в історії Украіни. Запоріжжя: Просвіта, 2008;
- Кадровая революция в процессах социальной трансформации властной элиты // Власть в России: элиты и институты: материалы седьмого всероссийского семинара «Социологические проблемы институтов власти в условиях российской трансформации» / под ред. А. В. Дуки. СПб.: Интерсоцис, 2009.
- Мохов В. П., Бурылова Л. А. Городская администрация и группы интересов: проблема институционализации отношений // Вестник Тамбовского университета. Серия «Гуманитарные науки». Вып. 5 (85). 2010. — С. 23—28;
- Региональные и местные элиты: трансформация статуса в периодполитических реформ 2000-х годов // Политика и общество. — 2010. — № 8. — С. 32-37;
- Российские региональные элиты в период политических реформ первого десятилетия 2000-х годов // Вестник ВЭГУ. Серия «Философия. Социология. Политология». 2010. Вып. 4 (48). — С. 33-40;
- Проблема динамики региональной номенклатуры в послевоенный период (1945—1953 гг.) // Вестник ВЭГУ. История [юбилейный номер]. — 2010. — № 6(50). — С. 23-30;
- Изменение институционального статуса местных политических элит в результате реформ 2000-х годов в России // Российские властные институты и элиты в трансформации. СПб., 2011;
- Кадры государственной бюрократии в процессах социальной трансформации политического класса современной России // Политический класс в современном обществе / под ред. О. В. Гаман-Голутвиной. М.: РАПН, 2012. С. 142—164;
- Местная политическая элита в России: понятие, структура, численность // PolitBook. — 2012. — № 4. — С. 19—33;
- Неономенклатура в структурах современной власти // Властные структуры и группы доминирования: Материалы X Всероссийского семинара «Социологические проблемы институтов власти в условиях российской трансформации» / под ред. А. В. Дуки. СПб.: Интерсоцис, 2012. С. 253—262;
- Управление по результатам в России: ограничения переходного периода // Исторические, философские, политические и юридические науки, культурология и искусствоведение. Вопросы теории и практики. — 2012. — № 4 (18), ч. I. — С. 129—132;
- Кадровая революция в социальной динамике властных элит // Исторические, философские, политические и юридические науки, культурология и искусствоведение. Вопросы теории и практики. — 2012. — № 10 (24). Ч. 1. — С. 121—125;
- Циркуляция элит как социальный процесс // Исторические, философские, политические и юридические науки, культурология и искусствоведение. Вопросы теории и практики. № 10 (24). Ч. 2. Тамбов, 2012. С. 139—143;
- Элиты как тип властных групп // Элитология в России: современное состояние и перспективы развития. Т. 1. Ростов-на Дону, 2013. С. 545—556;
- Борис Левин: Земля моя боль моя: воспоминания и документы // Отечественные архивы. — 2013. — № 6. — С. 106—108;
- Базовые идеологемы рекрутирования в советскую субрегиональную номенклатуру в 1970—1980-е годы // Вестник ПНИПУ. Культура. История. Философия. Право. — 2013. — № 8(47). С. 7—16;
- Номенклатурный иммунитет // Вестник ВЭГУ. 2013. № 1(63). С. 44—49;
- Повседневность советской номенклатуры // Исторические, философские, политические и юридические науки, культурология и искусствоведение. Вопросы теории и практики. — 2013. — № 11(37), ч. I. — С. 124—127;
- Деградация элит: проблема анализа // Исторические, философские, политические и юридические науки, культурология и искусствоведение. Вопросы теории и практики. № 12 (50). Ч. 2. Тамбов, 2014. С. 134—138;
- Циркуляция элит: проблема критериев процесса // Власть и элиты = Power and elites: [ежегод. науч. альманах]. Т. 1 / Социологический институт РАН. — СПб.: Интерсоцис, 2014;
- Местная политическая элита и муниципальные служащие: гендерные доминанты в действии // Проблемы реформирования местного самоуправления в России / М-во образования и науки Рос. Федерации, Перм. нац. исслед. политехн. ун-т, Европ. клуб экспертов местного самоуправления, Герм. фонд Междунар. правового сотрудничества. — Пермь: Изд-во ПНИПУ, 2015. — С. 132—142. — (Современный город: власть, управление, экономика);
- Восстание элит в распаде СССР // Исторические, философские, политические и юридические науки, культурология и искусствоведение. Вопросы теории и практики. — 2015. — № 11(61), ч. II. — С. 146—149;
- Предательство элит как социальный феномен в дискуссиях о распаде СССР // Теория и практика общественного развития. — 2015. — № 18- С. 222—227;
- Неономенклатура и номенклатура: общая судьба? // Советская номенклатура и постсоветская неономенклатура: кадровые практики (российско-украинские исследования) / М-во образования и науки Рос. Федерации, Перм. нац. исслед. политехн. ун-т, Центр элитолог. исслед. при Акад. полит. наук. — Пермь: Изд-во ПНИПУ, 2016. — С. 127—143;
- Политический фактор гендерной асимметрии в органах местного самоуправления // Политика и общество. — 2017. — № 11. — С. 74—81;
- Железняк В. Н., Мохов В. П., Столбова Н. В. Техника, технология и инженерное творчество как предмет исследования и фактор формирования смыслообразующего пространства (на примере научного журнала «Вестник ПНИПУ. Культура. История. Философия. Право») // Вестник ПНИПУ. Культура. История. Философия. Право = Bulletin of the Perm National Research Polytechnic University. Culture. History. Philosophy. Law. — 2017. — № 2 : Технологос — С. 7-17;
- Город как индустриальный проект в постиндустриальную эпоху // Политика и общество. — 2018. — № 9. — С. 9-15;
- Мохов В. П., Неганов С. В., Строканов А. А. Комсомольский век // Пермский комсомол: сборник документов, воспоминаний и очерков по истории комсомола в Пермском крае, к 100-летию ВЛКСМ / Перм. гос. архив соц.-полит. истории. — Пермь ; Екатеринбург: Уральский рабочий, 2018. — С. 7-13;
- Патриотизм и политика памяти в условиях глобализации // Технологос. — 2019. — № 3 : Историческая память — С. 115—128.